# کالوکاتا (ویرجینیای‌غربی)
کالوکاتا (به انگلیسی: Calcutta) یک منطقهٔ مسکونی در ایالات متحده آمریکا است که در شهرستان پلزنتز، ویرجینیای غربی واقع شده‌است.